# 上皮基里
上皮基里是巴西巴拉那州的一个市镇。总面积447.722平方公里，总人口10448人，人口密度23.3人/平方公里。